# Pin Ups
Pin Ups je sedmé studiové album Davida Bowieho, vydané v roce 1973 u RCA Records. Album obsahuje cover verze.

## Seznam skladeb
| Strana 1 | Strana 1             | Strana 1                                                              | Strana 1 |
| Pořadí   | Název                | Autor                                                                 | Délka    |
| -------- | -------------------- | --------------------------------------------------------------------- | -------- |
| 1.       | Rosalyn              | Jimmy Duncan, Bill Farley                                             | 2:27     |
| 2.       | Here Comes the Night | Bert Berns                                                            | 3:09     |
| 3.       | I Wish You Would     | Billy Boy Arnold                                                      | 2:40     |
| 4.       | See Emily Play       | Syd Barrett                                                           | 4:03     |
| 5.       | Everything's Alright | Nicky Crouch, John Konrad, Simon Stavely, Stuart James, Keith Karlson | 2:26     |
| 6.       | I Can't Explain      | Pete Townshend                                                        | 2:07     |

| Strana 2       | Strana 2                           | Strana 2                                        | Strana 2 |
| Pořadí         | Název                              | Autor                                           | Délka    |
| -------------- | ---------------------------------- | ----------------------------------------------- | -------- |
| 1.             | Friday on My Mind                  | George Young, Harry Vanda                       | 3:18     |
| 2.             | Sorrow                             | Bob Feldman, Jerry Goldstein, Richard Gottehrer | 2:48     |
| 3.             | Don't Bring Me Down                | Johnnie Dee                                     | 2:01     |
| 4.             | Shapes of Things                   | Paul Samwell-Smith, Jim McCarty, Keith Relf     | 2:47     |
| 5.             | Anyway, Anyhow, Anywhere           | Pete Townshend, Roger Daltrey                   | 3:04     |
| 6.             | Where Have All the Good Times Gone | Ray Davies                                      | 2:35     |
| Celková délka: | Celková délka:                     | Celková délka:                                  | 33:42    |

## Sestava
- David Bowie - zpěv, kytara, tenorsaxofon, altsaxofon, harmonika, doprovodný zpěv, Moog syntezátor
- Mick Ronson - kytara, zpěv, piáno
- Trevor Bolder - baskytara
- Aynsley Dunbar - bicí
- Mike Garson - piáno, varhany, cembalo, elektrické piáno
- Ken Fordham - barytonsaxofon
- G.A. MacCormack - doprovodný zpěv
- Ron Wood - kytara